# Trochoidea pseudojacosta
Trochoidea pseudojacosta é uma espécie de gastrópode  da família Hygromiidae.
É endémica de Israel.